# Diocesi di Ðà Lat
La diocesi di Ðà Lat (in latino Dioecesis Dalatensis) è una sede della Chiesa cattolica in Vietnam suffraganea dell'arcidiocesi di Hô Chí Minh. Nel 2021 contava 410.000 battezzati su 1.440.000 abitanti. È retta dal vescovo Dominique Nguyễn Văn Mạnh.

## Territorio
La diocesi si estende nella provincia di Lam Dong nel sud del Vietnam.
Sede vescovile è la città di Ðà Lat, dove si trova la cattedrale di San Nicola di Bari.
Il territorio si estende su 9.765 km² ed è suddiviso in 116 parrocchie.

## Storia
La diocesi è stata eretta il 24 novembre 1960 con la bolla Quod venerabiles di papa Giovanni XXIII, ricavandone il territorio dal vicariato apostolico di Saigon (oggi arcidiocesi di Hô Chí Minh) e dal vicariato apostolico di Kontum (oggi diocesi).
Il 21 giugno 1967 ha ceduto una porzione del suo territorio a vantaggio dell'erezione della diocesi di Ban Mê Thuột.

## Cronotassi dei vescovi
Si omettono i periodi di sede vacante non superiori ai 2 anni o non storicamente accertati.
- Simon Hòa Nguyễn Văn Hiền † (24 novembre 1960 - 5 settembre 1973 deceduto)
- Barthélemy Nguyễn Sơn Lâm, P.S.S. † (30 gennaio 1975 - 23 marzo 1994 nominato vescovo di Thanh Hóa)
- Pierre Nguyễn Văn Nhơn (23 marzo 1994 succeduto - 22 aprile 2010 nominato arcivescovo coadiutore di Hanoi)
- Antoine Vũ Huy Chương (1º marzo 2011 - 14 settembre 2019 ritirato)
- Dominique Nguyễn Văn Mạnh, succeduto il 14 settembre 2019

## Statistiche
La diocesi nel 2021 su una popolazione di 1.440.000 persone contava 410.000 battezzati, corrispondenti al 28,5% del totale.
| anno | popolazione | popolazione | popolazione | presbiteri | presbiteri | presbiteri | presbiteri                | diaconi | religiosi | religiosi | parrocchie |
| anno | battezzati  | totale      | %           | numero     | secolari   | regolari   | battezzati per presbitero | diaconi | uomini    | donne     | parrocchie |
| ---- | ----------- | ----------- | ----------- | ---------- | ---------- | ---------- | ------------------------- | ------- | --------- | --------- | ---------- |
| 1970 | 69.193      | 306.416     | 22,6        | 124        | 62         | 62         | 558                       |         | 133       | 405       | 66         |
| 1980 | 100.000     | 400.000     | 25,0        | 115        | 75         | 40         | 869                       |         | 67        |           | 42         |
| 1983 | 100.000     | 450.000     | 22,2        | 108        | 68         | 40         | 925                       |         | 72        | 605       | 48         |
| 1999 | 236.350     | 1.000.000   | 23,6        | 129        | 87         | 42         | 1.832                     |         | 299       | 596       | 61         |
| 2000 | 250.669     | 1.000.000   | 25,1        | 126        | 83         | 43         | 1.989                     |         | 238       | 529       | 61         |
| 2001 | 258.252     | 1.020.602   | 25,3        | 129        | 82         | 47         | 2.001                     |         | 163       | 523       | 71         |
| 2002 | 259.901     | 1.085.277   | 23,9        | 137        | 87         | 50         | 1.897                     |         | 164       | 556       | 71         |
| 2003 | 281.593     | 1.085.277   | 25,9        | 140        | 87         | 53         | 2.011                     |         | 162       | 574       | 71         |
| 2004 | 299.778     | 1.119.991   | 26,8        | 140        | 86         | 54         | 2.141                     |         | 191       | 595       | 71         |
| 2006 | 299.339     | 1.169.925   | 25,6        | 169        | 91         | 78         | 1.771                     |         | 290       | 732       | 70         |
| 2013 | 364.372     | 1.300.000   | 28,0        | 253        | 144        | 109        | 1.440                     |         | 449       | 871       | 86         |
| 2016 | 372.853     | 1.365.000   | 27,3        | 285        | 162        | 123        | 1.308                     |         | 439       | 1.033     | 96         |
| 2019 | 390.854     | 1.400.000   | 27,9        | 314        | 171        | 143        | 1.244                     |         | 424       | 1.142     | 105        |
| 2021 | 410.000     | 1.440.000   | 28,5        | 340        | 173        | 167        | 1.205                     |         | 504       | 1.052     | 116        |